# Rozoy-Bellevalle
Rozoy-Bellevalle település Franciaországban, Aisne megyében. Lakosainak száma 120 fő (2022. január 1.). Rozoy-Bellevalle L’Épine-aux-Bois, Montfaucon, Viels-Maisons, Viffort és Dhuys-et-Morin-en-Brie községekkel határos.

## Népesség
A település népessége az elmúlt években az alábbi módon változott:
| Lakosok száma | 77   | 76   | 94   | 112  | 113  | 115  | 116  | 123  | 122  | 120  |
|               | 1968 | 1982 | 1990 | 2006 | 2013 | 2015 | 2017 | 2019 | 2020 | 2022 |